# Hellboy (Film)
Hellboy ist eine US-amerikanische Comicverfilmung von Guillermo del Toro aus dem Jahr 2004, beruhend auf dem gleichnamigen Dark-Horse-Comic von Mike Mignola. Der Titelheld wird von Ron Perlman gespielt. Der Film startete am 16. September 2004 in den deutschen Kinos. Er wurde 2008 mit Hellboy – Die goldene Armee fortgesetzt.

## Inhalt
Im Jahr 1944 während des Zweiten Weltkriegs öffnen die Nazis mit Unterstützung der Thule-Gesellschaft und des größenwahnsinnigen Magiers Grigori Rasputin, eines scheinbar unsterblichen Beraters des letzten russischen Zaren, durch ein okkultes Ritual ein Dimensionsportal, um die Hölle auf Erden zu entfesseln und den Krieg mit Hilfe überirdischer Mächte zu gewinnen. Alliierte Soldaten, unter ihnen Professor Trevor „Broom“ Bruttenholm, unterbrechen jedoch die Beschwörung, wobei Rasputin durch das sich schließende Portal gesogen und vernichtet wird, und finden die Ausgeburt der Hölle, einen kleinen roten teufelsähnlichen, aber freundlich gesinnten Dämon, der durch das Portal auf die Erde gelangt ist. Sie nennen ihn Hellboy, und Bruttenholm nimmt ihn unter seine Fittiche.
Etwa 60 Jahre später ist Hellboy immer noch nicht ganz erwachsen, dafür zu einem riesengroßen und schwer kontrollierbaren Dämon geworden. Unter dem Codenamen Red arbeitet er für das Amt zur Untersuchung und Abwehr paranormaler Erscheinungen, einer geheimen Unterabteilung des FBI mit dem Wahlspruch „In Absentia Luci Tenebrae Vicunt.“ (Richtig: „In absentia lucis tenebrae vincunt.“, zu Deutsch „In Abwesenheit des Lichtes obsiegen die Schatten.“). Zusammen mit dem Telepathen Abe Sapien, einer humanoiden marinen Lebensform mit Kiemen, Schwimmhäuten und blauer Haut (Codename Blue), die wie er auch in der Geheimabteilung lebt, geht er regelmäßig auf Dämonenjagden, die vor der Öffentlichkeit vertuscht werden. Hellboy verfügt über außergewöhnliche Kraft, eine seiner Hände ist deutlich größer als die andere und besteht aus Stein, er ist immun gegen Feuer und mit einem Revolver („Der Samariter“ genannt) bewaffnet, dessen Munition mit einer Mischung aus Weihwasser, Knoblauch, Silberspänen und weißer Eiche gefüllt ist, die gegen übernatürliche Gegner helfen soll. Er hat aber auch menschliche Schwächen: Er raucht Zigarren, isst gerne Schokolade und Nachos und kümmert sich um kleine Kätzchen. Darüber hinaus kennt Hellboy das menschliche Gefühl des Verliebtseins. Seine Hörner schleift er regelmäßig zu kurzen Stümpfen ab. Bruttenholm ist für ihn zu einem Vaterersatz geworden. Zudem ist er in die pyrokinetisch begabte Liz verliebt, die die Organisation verlassen hat, um ein Leben jenseits des Paranormalen zu führen, statt ein „Freak“ zu sein.
Schließlich wird Rasputin von seinen Gehilfen Ilsa und Karl Ruprecht Kroenen wiederbelebt und plant, mit Hellboys Hilfe die Apokalypse herbeizuführen. Er tötet Hellboys Ziehvater Bruttenholm und lockt den Dämon zusammen mit dessen Mitstreitern – der nach einem unkontrollierten Ausbruch ihrer Fähigkeiten (ausgelöst von Rasputin) zur Organisation zurückgekehrten Liz, dem jungen FBI-Agenten John Myers, der ein Auge auf Liz geworfen hat, und dem Leiter für Spezialoperationen Tom Manning – nach Russland.
Rasputin provoziert Hellboy unter anderem dadurch, dass er Liz die Seele raubt. Um sie zu retten, ergibt sich Hellboy seiner Bestimmung, das Tor zur Höllendimension mit Hilfe seiner Steinhand zu öffnen, wobei seine abgeschliffenen Hörner zur vollen Größe auswachsen und entflammen, was ihm seine wahre dämonische Gestalt verleiht. Doch John gelingt es im letzten Moment, Hellboy zur Umkehr zu bewegen, indem er ihn daran erinnert, dass er selbst Herr seines Schicksals ist und kein Dämon sein muss. Hellboy entscheidet sich für die Menschheit, bricht sich die Hörner wieder ab und vernichtet Rasputin und das von ihm freigesetzte Höllenwesen. Danach gelingt es Hellboy, auch Liz wiederzubeleben. Als sie sich küssen, geht Liz in Flammen auf, was dem feuerfesten Hellboy nichts anhaben kann, und John muss einsehen, dass seine Avancen Liz gegenüber vergeblich waren.

## Hintergrund
- Das Zitat zu Beginn des Films stammt aus De Vermis Mysteriis, einem Grimoire, das unter anderem in Lovecrafts Cthulhu-Mythos genannt wird. Auch die zu Beginn des Films gezeigten, in einem kristallinen Gefängnis eingeschlossenen Kreaturen entstammen dem Cthulhu-Mythos.
- Die Abkürzung B.P.R.D. steht für Bureau for Paranormal Research and Defense (deutsch: Behörde zur Untersuchung und Abwehr paranormaler Erscheinungen). Die geheime Behörde firmiert im Film unter dem Decknamen Squeaky Clean Up Waste Management Services.
- Im Film wird das Datum 14. April 1865 als Tag genannt, an dem Abraham Lincoln starb, und damit auch der Vorname von Abe Sapien erklärt (Abe ist die Kurzform für Abraham). Tatsächlich wurde auf Lincoln an diesem Tag geschossen, er starb allerdings erst am 15. April.
- Die im Film gezeigte Heilige Lanze ist eine Nachbildung der Lanze, mit welcher man der Legende nach Jesus am Kreuz in die Seite gestochen haben soll. Das angebliche Original befindet sich in der Schatzkammer der Wiener Hofburg.
- Laut Film wurde Karl Ruprecht Kroenen 1897 in München geboren und leidet an einer körperdysmorphen Störung, durch die er einen masochistischen Zwang zur Selbstverstümmelung besitzt.
- Der aus zwei alten Papierfetzen zusammengesetzte Text ist in kyrillischer Schrift geschrieben und bedeutet tatsächlich übersetzt Friedhof Nr. 16. Im Film wird angegeben, es würde Sebastian Plaskba Nr. 16 bedeuten.
- In Minute 01:16:00 liest Trevor Bruttonholm in einer Ausgabe der Illustrierten Zeitung vom 7. November 1868. Dort ist eine Abbildung von Rasputin zu sehen. In der Originalausgabe befindet sich an der Stelle eine Abbildung von Friedrich Zarncke. Die Artikelüberschrift zu Rasputins Mausoleum wurde ebenfalls abweichend vom Original eingefügt. Eigentlich verweist die Überschrift auf den Untergang der russischen Fregatte Alexander Newski, was man auch noch am unter der Überschrift befindlichen Text erkennen kann. Dieser wurde nicht verändert.
- Hellboys eigentlicher Name lautet Anung un Rama, was übersetzt das Ungeheuer der Apokalypse bedeuten soll.
- Die Produzenten wollten die Titelrolle ursprünglich mit Vin Diesel besetzen. Regisseur Guillermo del Toro bestand jedoch auf Ron Perlman als Hellboy und setzte sich damit durch.
- Auf DVD erschienen sowohl die im Kino gezeigte Version als auch ein rund zehn Minuten längerer Director’s Cut, der eine höhere Altersfreigabe (FSK ab 16) hat.

## Synchronisation
Die deutsche Vertonung fand in den Studios der FFS Film- und Fernseh-Synchron in Berlin statt. Klaus Bickert schrieb das Dialogbuch, Dietmar Wunder führte die Dialogregie.
| Rolle                        | Schauspieler                          | Synchronsprecher      |
| ---------------------------- | ------------------------------------- | --------------------- |
| Hellboy                      | Ron Perlman                           | Tilo Schmitz          |
| Professor Trevor Bruttenholm | John Hurt                             | Friedrich G. Beckhaus |
| John Meyers                  | Rupert Evans                          | Timmo Niesner         |
| Liz Sherman                  | Selma Blair                           | Ranja Bonalana        |
| Grigori Rasputin             | Karel Roden                           | Klaus-Dieter Klebsch  |
| Tom Manning                  | Jeffrey Tambor                        | Helmut Gauß           |
| Abe Sapien                   | Doug Jones David Hyde Pierce (Stimme) | Joachim Tennstedt     |
| Agent Clay                   | Corey Johnson                         | Detlef Bierstedt      |
| Ilsa                         | Biddy Hodson                          | Christin Marquitan    |

## Ausstrahlung in Deutschland
Die Free-TV-Premiere erfolgte am 22. April 2007 auf ProSieben. Insgesamt sahen 3,62 Millionen Zuschauer bei 11,4 Prozent Marktanteil den Film. In der werberelevanten Zielgruppe lag der Marktanteil bei 22,1 Prozent durch 2,97 Millionen Zuschauer.

## Kritiken
„Atmosphärisch stimmige Comic-Verfilmung mit perfekt besetzten Darstellern, ausgezeichnetem Make-up- und Set-Design sowie einer konsequenten morbid-sarkastischen Grundstimmung.“

„‚Hellboy‘ ist ein Film aus der Fast-Food-Abteilung Hollywoods. All jene, die sich mit der Formel ‚90 Prozent Action – 10 Prozent Handlung‘ anfreunden können und von einem Actioner nicht mehr erwarten, als krachende Unterhaltung ohne Kompromisse sind hier genau richtig. ‚Hellboy‘ ist im Vergleich zur bisher schwächsten Comic-Verfilmung Catwoman definitiv ein großer Schritt nach vorn, doch zu Genre-Primus ‚Spider-Man‘ oder auch ‚X-Men‘ fehlt ihm dann doch einiges. Sei’s drum. Sein Publikum wird ‚Hellboy‘ auch bei uns finden.“

## Auszeichnungen

### Gewonnen
- 2005: Saturn Awards in der Kategorie Best Make-Up
- 2005: DVD Champion in der Kategorie Special Edition für den Director’s Cut

### Nominierungen
- 2004: Teen Choice Awards in der Kategorie Drama/Action Adventure
- 2005: Saturn Awards in den Kategorien Bester Fantasyfilm, Beste Kostüme und Beste DVD Special Edition
- 2005: Bram Stoker Awards in der Kategorie Bestes Drehbuch
- 2005: Visual Effects Society Awards in der Kategorie Outstanding Performance by an Animated Character in a Live Act on Motion Picture

## Fortsetzung und Reboot
Die Fortsetzung Hellboy – Die goldene Armee (Hellboy II: The Golden Army) kam am 16. Oktober 2008 in die Kinos. Regie führte wieder Guillermo del Toro. Ron Perlman, Selma Blair und Doug Jones übernahmen erneut die Rollen Hellboy, Liz und Abe Sapien. Ursprünglich sollte die Fortsetzung bereits im Sommer 2007 in die Kinos kommen, da die Produktionsfirma Revolution Studios jedoch Konkurs anmelden musste, übernahm Universal Pictures die Rechte und produzierte Hellboy II.
Zwischen den beiden Realfilmen wurde unter der Beteiligung von Guillermo del Toro, Ron Perlman, Selma Blair und Doug Jones zwei Hellboy-Zeichentrickfilme produziert, Hellboy – Schwert der Stürme (2006) und Hellboy – Blut und Eisen (2007), die mit den Realfilmen in Kontinuität stehen.
2019 wurde Hellboy – Call of Darkness veröffentlicht, der ein Reboot darstellt. In der titelgebenden Hauptrolle ist David Harbour zu sehen.
Zu Beginn des Jahres 2023 wurde eine Neuverfilmung von Hellboy mit dem Titel The Crooked Man angekündigt. Brian Taylor fungiert als Regisseur, während Christopher Golden und der Hellboy-Schöpfer Mike Mignola höchstpersönlich das Drehbuch schrieben. Die Hauptfigur wird Jack Kesy darstellen, der zuvor schon in dem Superheldenfilm Deadpool 2 mitgespielt hat.